# Список монархів Кореї
Цей список включає кирилізовані імена монархів і періоди їхнього правління. Корейські династії перелічені в хронологічному порядку.

## Кочосон
Кочосон (400 до н. е. — 108 до н. е.) — перша корейська держава. За легендою засноване Тангуном у 2333 році до н. е. На півночі Кореї і в Південній Маньчжурії були знайдені археологічні докази існування цієї держави, що належать до бронзової доби. Найдавніші згадки про державу зроблено в китайських хроніках, що припадають на VII століття до н. е.
Правителі держави носили титул Тхандже.
Хроніки правителів Кочосона містяться в збірнику Кювон Сахва (1675). Інший збірник текстів, Хвандан Коґі, приводить інші періоди правління.
Більшість істориків вважають Кочосон напівміфічною державою, дата виникнення якої сильно занижена і приводять інші дати виникнення — від II до XIII століття до нашої ери.

### Лінія Тангуна заКювон Сахва
Вважається міфічною.
1. Тангун Вангом 왕검 (2333 до н. е. — 2240 до н. е.)
2. Пуру 부루 (2240 до н. е. — 2182 до н. е.)
3. Карик 가륵 (2182 до н. е. — 2137 до н. е.)
4. Оса 오사 (2137 до н. е. — 2099 до н. е.)
5. Куиль 구을 (2099 до н. е. — 2083 до н. е.)
6. Тальмун 달문 (2083 до н. е. — 2047 до н. е.)
7. Ханьюль 한율 (2047 до н. е. — 1993 до н. е.)
8. Сохан 서한 (1993 до н. е. — 1985 до н. е.)
9. Асуль 아술 (1985 до н. е. — 1950 до н. е.)
10. Ноиль 노을 (1950 до н. е. — 1891 до н. е.)
11. Тохе 도해 (1891 до н. е. — 1834 до н. е.)
12. Ахан 아한 (1834 до н. е. — 1782 до н. е.)
13. Хильдаль 흘달 (1782 до н. е. — 1721 до н. е.)
14. Кобуль 고불 (1721 до н. е. — 1661 до н. е.)
15. Порим 벌음 (1661 до н. е. — 1610 до н. е.)
16. Віна 위나 (1610 до н. е. — 1552 до н. е.)
17. Йоиль 여을 (1552 до н. е. — 1484 до н. е.)
18. Тоном 동엄 (1484 до н. е. — 1435 до н. е.)
19. Кумосо 구모소 (1435 до н. е. — 1380 до н. е.)
20. Кохоль 고홀 (1380 до н. е. — 1337 до н. е.)
21. Сотхе 소태 (1337 до н. е. — 1285 до н. е.)
22. Секпуллу 색불루 (1285 до н. е. — 1237 до н. е.)
23. Амуль 아물 (1237 до н. е. — 1161 до н. е.)
24. Йонна 연나 (1161 до н. е. — 1150 до н. е.)
25. Солла 솔나 (1150 до н. е. — 1062 до н. е.)
26. Чхуро 추로 (1062 до н. е. — 997 до н. е.)
27. Туміль 두밀 (997 до н. е. — 971 до н. е.)
28. Хемо 해모 (971 до н. е. — 943 до н. е.)
29. Махю 마휴 (943 до н. е. — 909 до н. е.)
30. Нехю 내휴 (909 до н. е. — 874 до н. е.)
31. Тіноль 등올 (874 до н. е. — 849 до н. е.)
32. Чхумиль 추밀 (849 до н. е. — 819 до н. е.)
33. Каммуль 감물 (819 до н. е. — 795 до н. е.)
34. Орумун 오루문 (795 до н. е. — 772 до н. е.)
35. Саболь 사벌 (772 до н. е. — 704 до н. е.)
36. Мерік 매륵 (704 до н. е. — 646 до н. е.)
37. Мамуль 마물 (646 до н. е. — 590 до н. е.)
38. Тамуль 다물 (590 до н. е. — 545 до н. е.)
39. Тухоль 두홀 (545 до н. е. — 509 до н. е.)
40. Тарим 달음 (509 до н. е. — 491 до н. е.)
41. Імчха 음차 (491 до н. е. — 471 до н. е.)
42. Іруджі 을우지 (471 до н. е. — 461 до н. е.)
43. Муллі 물리 (461 до н. е. — 425 до н. е.)
44. Кухоль 구홀 (425 до н. е. — 396 до н. е.)
45. Йору 여루 (396 до н. е. — 341 до н. е.)
46. Поиль 보을 (341 до н. е. — 295 до н. е.)
47. Койольга 고열가 (295 до н. е. — 237 до н. е.)

### Лінія Кіджа
Вважається міфічною:
1. Король Мунсон, Кіджа 문성대왕 (1126 до н. е. — 1082 до н. е.)
2. Король Чанхе 장혜왕 (1082 до н. е. — 1057 до н. е.)
3. Король Кьонхьо 경효왕 (1057 до н. е. — 1030 до н. е.)
4. Король Конджон 공정왕 (1030 до н. е. — 1000 до н. е.)
5. Король Мунму 문무왕 (1000 до н. е. — 972 до н. е.)
6. Король Тхевон 태원왕 (972 до н. е. — 968 до н. е.)
7. Король Кьочхан 경창왕 (968 до н. е. — 957 до н. е.)
8. Король Хинпхьон 흥평왕 (957 до н. е. — 943 до н. е.)
9. Король Чхорви 철위왕 (943 до н. е. — 925 до н. е.)
10. Король Сонхе 선혜왕 (925 до н. е. — 896 до н. е.)
11. Король Ийян 의양왕 (896 до н. е. — 843 до н. е.)
12. Король Мунхэ 문혜왕 (843 до н. е. — 793 до н. е.)
13. Король Сондок 성덕왕 (793 до н. е. — 778 до н. е.)
14. Король Тохве 도회왕 (778 до н. е. — 776 до н. е.)
15. Король Муньоль 문열왕 (776 до н. е. — 761 до н. е.)
16. Король Чхангук 창국왕 (761 до н. е. — 748 до н. е.)
17. Король Мусон 무성왕 (748 до н. е. — 722 до н. е.)
18. Король Чонгьон 정경왕 (722 до н. е. — 703 до н. е.)
19. Король Наксон 낙성왕 (703 до н. е. — 675 до н. е.)
20. Король Хьоджон 효종왕 (675 до н. е. — 658 до н. е.)
21. Король Чхонхьо 천효왕 (658 до н. е. — 634 до н. е.)
22. Король Судо 수도왕 (634 до н. е. — 615 до н. е.)
23. Король Хвіян 휘양왕 (615 до н. е. — 594 до н. е.)
24. Король Поніль 봉일왕 (594 до н. е. — 578 до н. е.)
25. Король Токчхан 덕창왕 (578 до н. е. — 560 до н. е.)
26. Король Сусон 수성왕 (560 до н. е. — 519 до н. е.)
27. Король Йонголь 영걸왕 (519 до н. е. — 503 до н. е.)
28. Король Ільмін 일민왕 (503 до н. е. — 486 до н. е.)
29. Король Чєсє 제세왕 (486 до н. е. — 465 до н. е.)
30. Король Чхонгук 청국왕 (465 до н. е. — 432 до н. е.)
31. Король Тогук 도국왕 (432 до н. е. — 413 до н. е.)
32. Король Хоксон 혁성왕 (413 до н. е. — 385 до н. е.)
33. Король Хвара 화라왕 (385 до н. е. — 369 до н. е.)
34. Король Сольмун 설문왕 (369 до н. е. — 361 до н. е.)
35. Король Кьонсун 경순왕 (361 до н. е. — 342 до н. е.)
36. Король Кадок 가덕왕 (342 до н. е. — 315 до н. е.)
37. Король Самхьо 삼효왕 (315 до н. е. — 290 до н. е.)
38. Король Хьонмун 현문왕 (290 до н. е. — 251 до н. е.)
39. Король Чанпхьон 장평왕 (251 до н. е. — 232 до н. е.)
40. Король Чхонтхон 종통왕 (232 до н. е. — 220 до н. е.)
41. Король Е 애왕 (220 до н. е. — 195 до н. е.)

### Лінія Вімана
1. Віман 위만 衛滿 (194 до н. е.? — ?)
2. Невідомий, (? — ?), син Вімана
3. Уго 우거왕 右渠王 (129 до н. е. — 108 до н. е.), онук Вімана

## Пуйо
Пуйо (239 до н. е. — 494 н. е.) стало наступником Кочосона. Правителі продовжували іменуватися Тхандже.
1. Хемосу (239 до н. е. — 195 до н. е.)
2. Морісу (195 до н. е. — 170 до н. е.)
3. Кохеса (170 до н. е. — 121 до н. е.)
4. Ковуру (121 до н. е. — 86 до н. е.)

### Пукпуйо
Північний Пуйо (108 до н. е. — 58 до н. е.)
1. Кодумак (108 до н. е. — 60 до н. е.)
2. Комуси (60 до н. е. — 58 до н. е.)

### Тонбуйо
Південний Пуйо (86 до н. е. — 22 н. е.)
Правителі Південного Пуйо від'єдналися від північної частини і почали носити титул ван («король»).
1. Хебуру 해부루왕 解夫婁王 (86 до н. е. — 48 до н. е.)
2. Кимва 금와왕 金蛙王 (48 до н. е. — 7 до н. е.)
3. Тесо 대소왕 臺素王 (7 до н. е. — 22 н. е.)

## Конфедерація Кая
Конфедерація Кая (42—532) складалася з декількох невеликих держав. Всі правителі Кая носили титул ван («король»).

### Кимгван Кая
Список династії Кім Кимгвана Кая.
| #  | Ім'я    | Хангиль  | Ханчча   | Період правління |
| 1  | Суро    | 수로왕   | 首露王   | (42—199)         |
| 2  | Кодин   | 거등왕   | 居登王   | (199—259)        |
| 3  | Мапхум  | 마품왕   | 麻品王   | (259—291)        |
| 4  | Коджіль | 거질미왕 | 居叱彌王 | (291—346)        |
| 5  | Ісіпхум | 이시품왕 | 伊尸品王 | (346—407)        |
| 6  | Чваджи  | 좌지왕   | 坐知王   | (407—421)        |
| 7  | Чхвіхий | 취희왕   | 吹希王   | (421—451)        |
| 8  | Чильджи | 질지왕   | 銍知王   | (451—492)        |
| 9  | Кйомджи | 겸지왕   | 鉗知王   | (492—521)        |
| 10 | Кухйон  | 구형왕   | 仇衡王   | (521—532)        |

### Текая
Тільки чотири із шістнадцяти королів Текая (42 — 562) відомі за ім'ям.
1. Король Іджинасі 이진아시왕, також знаний як Неджинджуджи 내진주지 або Нвєджильджуіль 뇌질주일
9. Король Інве 이뇌왕, нащадок Іджінасі у восьмому поколінні
16. Король Тосольджі 도설지왕
Невідомий номер: король Хаджі 하지왕

## Пекче
Пекче (18 до н. е. — 660 н. е.) був одним з Трьох корейських королівств. Храмове ім'я збігалося з звичайним ім'ям, крім особливо обумовлених випадків.
| #  | Храмове ім'я | Хангиль  | Ханчча   | Період правління     | Звичайне ім'я                                                    | Спорідненість                              | Примітки                                                                 |
| 1  | Онджо        | 온조왕   | 溫祚王   | 18 до н. е.-29 н. е. |                                                                  | засновник династії                         | син засновника Когурьо                                                   |
| 2  | Тару         | 다루왕   | 多婁王   | 29 — 77              |                                                                  | старший син Онджо                          |                                                                          |
| 3  | Кіру         | 기루왕   | 己婁王   | 77 — 128             |                                                                  | старший син Тару                           |                                                                          |
| 4  | Керу         | 개루왕   | 蓋婁王   | 128 — 166            |                                                                  | син Кіру                                   |                                                                          |
| 5  | Чхого        | 초고왕   | 肖古王   | 166 — 214            |                                                                  | син Керу                                   | також Сого (소고왕, 素古王)                                              |
| 6  | Кусу         | 구수왕   | 仇首王   | 214 — 234            |                                                                  | старший син Чхого                          | також Квесу (귀수왕, 貴須王)                                             |
| 7  | Сабан        | 사반왕   | 沙泮王   | 234                  |                                                                  | старший син Кусу                           | також Сай(사이왕, 沙伊王)                                                |
| 8  | Кой          | 고이왕   | 古爾王   | 234 — 286            |                                                                  | другий син Сабана                          | також Куй(구이군, 久爾君)                                                |
| 9  | Чхеккє       | 책계왕   | 責稽王   | 286 — 298            |                                                                  | син Кой                                    | також Чхонгє (청계왕, 靑稽王)                                            |
| 10 | Пунсо        | 분서왕   | 汾西王   | 298 — 304            |                                                                  | старший син Чхеккє                         |                                                                          |
| 11 | Пірю         | 비류왕   | 比流王   | 304 — 344            |                                                                  | другий син Кусу                            |                                                                          |
| 12 | Кє           | 계왕     | 契王     | 344 — 346            |                                                                  | перший син Пунсо                           |                                                                          |
| 13 | Кинчхого     | 근초고왕 | 近肖古王 | 346 — 375            |                                                                  | другий син Пірю                            | також Чхого (초고왕, 肖古王) або Сокко (속고왕, 速古王)                  |
| 14 | Кингусу      | 근구수왕 | 近仇首王 | 375 — 384            |                                                                  | син Кинчхого                               | також Квісу (귀수왕, 貴首王)                                             |
| 15 | Чхимрю       | 침류왕   | 枕流王   | 384—385              |                                                                  | старший син Кинсугу                        |                                                                          |
| 16 | Чинса        | 진사왕   | 辰斯王   | 385 — 392            |                                                                  | молодший брат Чхимню                       | також Пуйохві (부여휘, 扶餘暉)                                           |
| 17 | Асін         | 아신왕   | 阿莘王   | 392 — 405            |                                                                  | двоюрідний брат Чинса; старший син Чхинмню | також Ахва (아화왕, 阿華王)                                              |
| 18 | Чонджи       | 전지왕   | 腆支王   | 405 — 420            |                                                                  | старший син Асіна                          | також Чикчи (직지왕, 直支王) або Чинджи (진지대왕, 眞支王)               |
| 19 | Куйсін       | 구이신왕 | 久爾辛王 | 420 — 427            |                                                                  | старший син Чонджи                         |                                                                          |
| 20 | Пію          | 비유왕   | 毗有王   | 427 — 454            |                                                                  | старший син Куйсіна                        | також Йобі (여비, 餘毗)                                                  |
| 21 | Керо         | 개로왕   | 蓋鹵王   | 454 — 475            | Кйонса(경사, 慶司) або Кйон (경, 慶)                             | старший син Пію                            | також Йогьон (여경, 餘慶)                                                |
| 22 | Мунджу       | 문주왕   | 文周王   | 475 — 477            | Модо (모도, 牟都) або До (도, 都)                                | син Керо                                   |                                                                          |
| 23 | Самгин       | 삼근왕   | 三斤王   | 477 — 479            | Самгин(삼근, 三斤), Імголь (임걸, 壬乞) або Самголь (삼걸, 三乞) | старший син Мунджу                         | також Мунгин (문근왕, 文斤王)                                            |
| 24 | Тонсон       | 동성왕   | 東城王   | 479 — 501            | Моде (모대, 牟大) або Мамо (마모, 摩牟)                          | двоюрідний брат Самгима                    |                                                                          |
| 25 | Мурьон       | 무령왕   | 武寧王   | 501 — 523            | Сама (사마, 斯麻 or 斯摩) або Юн (융, 隆)                        | другий син Тонсона                         | також Сама (사마왕, 斯麻王), До (도왕, 嶋王) або Хорьон (호령왕, 虎寧王) |
| 26 | Сон          | 성왕     | 聖王     | 523 — 554            | Мьон (명, 明)                                                    | син Мурьона                                | також Мьон (명왕, 明王) або Сонмьон (성명왕, 聖明王)                     |
| 27 | Відок        | 위덕왕   | 威德王   | 554 — 598            | Чхан (창, 昌)                                                    | старший син Сона                           | також Чхан (창왕, 昌王)                                                  |
| 28 | Хе           | 혜왕     | 惠王     | 598 — 599            | Кє (계, 季)                                                      | молодший брат Відока                       | також Хон (헌대왕, 獻王)                                                 |
| 29 | Поп          | 법왕     | 法王     | 599 — 600            | Сон (선, 宣) або Хьосун (효순, 孝順)                             | старший син Хе                             |                                                                          |
| 30 | Му           | 무왕     | 武王     | 600 — 641            | Чан (장, 璋) або Содон (서동, 薯童)                              | син Попа                                   | також Муган (무강왕, 武康王) або Мугван (무광왕,武廣王)                  |
| 31 | Ийджа        | 의자왕   | 義慈王   | 641 — 660            |                                                                  | старший син Му                             |                                                                          |

- Джерело:

## Когурьо
Когурьо (37 н. е. — 668 н. е.) було одним з Трьох корейських королівств. Правителі Когурьо носили титул Тхеван (太王), який дослівно означає «найвеличніший з королів».
| #                          | Посмертне ім'я (諡號) | Хангиль/ханчча               | Прижиттєве ім'я                                          | Період правління        |
| Легендарна лінія           |                       |                              |                                                          |                         |
| 1                          | Тонмьонсон            | 동명성왕 東明聖王            | Коджумон 고주몽 高朱蒙, Чхумо 추모 鄒牟, Санхе 상해 象解 | 37 до н. е.-19 до н. е. |
| 2                          | Юрімьон               | 유리명왕 琉璃明王            | Юрі 유리 琉璃, Юри 유리 類利, Юрю 유류 孺留              | 19 до н. е.-18 н. е.    |
| 3                          | Темусін               | 대무신왕 大武神王            | Мухюль 무휼 無恤                                         | 18-44                   |
| 4                          | Мінджун               | 민중왕 閔中王                | Хесекчу 해색주 解色朱                                    | 44-48                   |
| 5                          | Мобон                 | 모본왕 慕本王                | Хеу 해우 解憂, (Хе) Еру (해)애루 (解)愛婁                | 48-53                   |
| Велика імператорська лінія |                       |                              |                                                          |                         |
| 6                          | Тхеджохо              | 태조왕 太祖王                | Кун 궁 宮, Осу 어수 於漱                                 | 53-146                  |
| 7                          | Чхатхе                | 차대왕 次大王                | Сусон 수성 遂成                                          | 146—165                 |
| 8                          | Сінтхе                | 신대왕 新大王                | Пекко 백고 伯固, Пекку 백구 伯句                         | 165—179                 |
| Лінія Хвандо-Кукне         |                       |                              |                                                          |                         |
| 9                          | Когукчхон             | 고국천왕 故國川王            | Намму 남무 男武, Іїмо 이이모 伊夷謨                      | 179—197                 |
| 10                         | Сансан                | 산상왕 山上王                | Чону 정우 廷優, Вігун 위궁 位宮                          | 197—227                 |
| 11                         | Тончхон               | 동천왕 東川王, 東襄王        | Увіго 우위거 憂位居, Кьочхо 교체 郊彘                    | 227—248                 |
| 12                         | Чунчхон               | 중천왕 中川王, 中襄王        | Йонбуль 연불 然弗                                        | 248—270                 |
| 13                         | Сочхон                | 서천왕 西川王, 西襄王        | Якро 약로 藥盧, Ягу 약우 若友                            | 270—292                 |
| 14                         | Понсан                | 봉상왕 烽上王, 鴙葛王        | Санбу 상부 相夫, Сапсіру 插矢婁                          | 292—300                 |
| 15                         | Мічхон                | 미천왕 美川王, 好攘王        | Ибуль 을불 乙弗, Убуль 우불 憂拂                         | 300—331                 |
| 16                         | Когугвон              | 고국원왕 故國原王            | Саю 사유 斯由, Ю 유 劉, Свє 쇠 釗                        | 331—371                 |
| 17                         | Сосурім               | 소수림왕 小獸林王            | Кубу 구부 丘夫                                           | 371—384                 |
| 18                         | Когугян               | 고국양왕 故國攘王            | Ірьон 이련 伊連, Оджиджи 어지지 於只支                   | 384—391                 |
| 19                         | Квангетхо             | 광개토호태왕 廣開土好太王    | Тамдок 담덕 談德, Ан 안 安                               | 391—413                 |
| Пхен'янська лінія          |                       |                              |                                                          |                         |
| 20                         | Чансу                 | 장수왕 長壽王                | Корьон 거련 巨連, Корьон고련 高璉                        | 413—491                 |
| 21                         | Мунджамьон            | 문자명왕 文咨明王            | Наун 나운 羅雲, Коун 고운 高雲                           | 491—519                 |
| 22                         | Анжан                 | 안장왕 安藏王                | Хинан 흥안 興安, Коан 고안 高安                          | 519—531                 |
| 23                         | Анвон                 | 안원왕 安原王                | Пождон 보정 寶廷, Коджон 고정 高廷                       | 531—545                 |
| 24                         | Янвон                 | 양원태왕 陽原王, 陽崗上好王  | Пхьонсон평성 平成                                        | 545—559                 |
| 25                         | Пхьонвон              | 평원왕 平原王                | Янсон 양성 陽成, Тхан 탕 湯, Коян 고양 高陽              | 559—590                 |
| 26                         | Йонянхо               | 영양왕 嬰陽王, 평양왕 平陽王 | Ковон 고원 高元, Тевон 대원 大元                         | 590—618                 |
| 27                         | Йонню                 | 영류왕 營留王                | Коконму 고건무 高建武, Сон 성 成, Кому 고무 高武         | 618—642                 |
| 28                         | Поджан                | 보장왕 寶藏王                | Коджан 고장 高藏, Поджан 보장 寶藏                       | 642—668                 |

Примітки: імена і дати легендарної лінії відповідно до джерела Самгук Сагі. Вей шу (Історія династії Вей) приводить такі імена: 朱蒙 Чумон (Жумень), 閭達 Люйда, 始閭諧 Шилюйхе, 如栗 Жулі и 莫來 Молай. Імена цієї лінії в тому чи іншому вигляді з'явилися в V столітті, коли імператор Чансу звів своєму батьку пам'ятник, а Когурьо зав'язало контакти з Північною Вей. Підпис до пам'ятника дає такі імена: 鄒牟 Чхумо, 儒留 Юрю, и 大朱留 Теджурю. Зв'язок між цими іменами досі залишається неясним.

## Сілла
Сілла (57 до н. е. — 935 н. е.) була одним з Трьох корейських королівств. У Сіллі правили сім'ї Пак, Сок і Кім. Правителі Сілли носили різні титули, включаючи Ісагим, Маріпкан, Ван, і Йован. Як і деякі королі Пекче, окремі представники династії брали титул імператора.
1. Пак Хьоккосе 박 혁거세 (57 до н. е.-4 н. е.)
2. Намхе Чхачхаун 남해 차차웅 (4-24)
3. Юрі (24-57) 유리이사금 儒理尼師今 (королі від Юрі до Хирхе носили титул Ісагим, зі старокорейської — «правитель»).
4. Тхархе 탈해이사금 脫解尼師今 (57-80)
5. Пхаса 파사이사금 婆娑尼師今 (80-112)
6. Чима 지마이사금 祗摩尼師今 (112-134)
7. Ільсон 일성이사금 逸聖尼師今 (134-154)
8. Адалла 아달라이사금 阿達羅尼師今 (154-184)
9. Порхю 벌휴이사금 伐休尼師今 (184-196)
10. Нехе 내해이사금 奈解尼師今 (196-230)
11. Чобун 조분이사금 助賁尼師今 (230-247)
12. Чхомхе 첨해이사금 沾解尼師今 (247-261)
13. Мічху 미추이사금 味鄒尼師今 (262-284)
14. Юрє 유례이사금 儒禮尼師今 (284-298)
15. Кірім 기림이사금 基臨尼師今 (298-310)
16. Хирхе 흘해이사금 訖解尼師今 (310-356)
17. Немуль 내물이사금 奈勿尼師今 (356-402) (королі від Немуля до Соджі носили титул Маріпкан, зі старокорейської — «правитель»).
18. Сільсон 실성이사금 實聖尼師今 (402-417)
19. Нольджи 눌지마립간 訥祗馬立干 (417-458)
20. Чабі 자비마립간 慈悲馬立干 (458-479)
21. Соджи 소지마립간 炤智馬立干 (479-500)
22. Чиджин 지증왕 智證王 (500-514) (Королі від Чиджина до Кьонсуна носили титул Ван («король»), виключаючи деяких, відмічених нижче окремо.
23. Попхин Великий 법흥태왕 法興太王 (514-540) (Попхин носив титул Тхеван, «великий король»)
24. Чинхин Великий 진흥태왕 眞興太王 (540-576) (Чинхин носив титул Тхеван, «великий король»)
25. Чинджі 진지왕 眞智王 (576-579)
26. Чинпхьон 진평왕 眞平王 (579-632)
27. Сондок 선덕여왕 善德女王 (632-647) (Королеви Сондок і Чиндок носили титул Йован, «королева»)
28. Чиндок 진덕여왕 眞德女王 (647-654)
29. Муйоль 무열왕 武烈王 (654-661)
30. Мунму 문무왕 文武王 (661-681)
31. Сінмун 신문왕 神文王 (681-692)
32. Хьосо 효소왕 孝昭王 (692-702)
33. Сондок Великий 성덕왕 聖德王 (702-737)
34. Хьосон 효성왕 孝成王 (737-742)
35. Кьондок 경덕왕 景德王 (742-765)
36. Хегон 혜공왕 惠恭王 (765-780)
37. Сондок 선덕왕 宣德王 (780-785)
38. Вонсон 원성왕 元聖王 (785-798)
39. Сосон 소성왕 昭聖王 (798-800)
40. Еджан 애장왕 哀莊王 (800-809)
41. Хондок 헌덕왕 憲德王 (809—826)
42. Хиндок 흥덕왕 興德王 (826-836)
43. Хийган 희강왕 僖康王 (836-838)
44. Міне 민애왕 閔哀王 (838-839)
45. Сінму 신무왕 神武王 (839)
46. Мунсон 문성왕 文聖王 (839-857)
47. Хонан 헌안왕 憲安王 (857-861)
48. Кьонмун 경문왕 景文王 (861-875)
49. Хонган 헌강왕 憲康王 (875-886)
50. Чонган 정강왕 定康王 (886-887)
51. Чинсон 진성여왕 眞聖女王 (887-897) (королева Чинсон носила титул Йован, «королева»)
52. Хьогон 효공왕 孝恭王 (897-912)
53. Сіндок 신덕왕 神德王 (913-917)
54. Кьонмьон 경명왕 景明王 (917-924)
55. Кьоне 경애왕 景哀王 (924-927)
56. Кьонсун 경순왕 敬順王 (927-935)

## Пархе
Пархе (669—926) стало наступником Когурьо в північних землях Кореї, Манчжурії і нинішньої території Приморського краю Росії. Засновник назвав королівство Чин, оголосивши його наступником Когурьо, проте в історії залишилася назва Пархе (Бохай по-китайськи) після того, як з Китаєм були налагоджені постійні контакти. Правителі носили титул Хвандже(«імператор»), а їхні храмові імена, за рідкісним винятком, закінчувалися на -джо або -джон.
| #  | Посмертне ім'я (諡號) | Хангиль/ханчча | Прижиттєве ім'я | Хангиль/ханчча | Період правління | Назва епохи (年號)                       |
| 1  | Ко                    | 고왕 高王      | Теджойон        | 대조영 大祚榮  | 698—719          | Чхонтхон 천통 天統                       |
| 2  | Му                    | 무왕 武王      | Темує           | 대무예 大武藝  | 719—737          | Інан 인안 仁安                           |
| 3  | Мун-ван               | 문왕 文王      | Техинму         | 대흥무 大欽茂  | 737—793          | Техин 대흥 大興 (Порьок 보력 寶曆 774-?) |
| 4  | Фє                    | 폐왕 廢王      | Тевон           | 대원의 大元義  | 793              | немає                                    |
| 5  | Сон                   | 성왕 成王      | Техвайо         | 대화여 大華與  | 793—794          | Чунхин 중흥 中興                         |
| 6  | Кан                   | 강왕 康王      | Тесиннін        | 대승린 大嵩璘  | 794—809          | Чонрьок 정력 正曆                        |
| 7  | Чон                   | 정왕 定王      | Тевоню          | 대원유 大元瑜  | 809—812          | Йондок 영덕 永德                         |
| 8  | Хий                   | 희왕 僖王      | Теоний          | 대언의 大言義  | 812—817?         | Чуджак 주작 朱雀                         |
| 9  | Кан                   | 간왕 簡王      | Темьончхун      | 대명충 大明忠  | 817?-818?        | Тхесі 태시 太始                          |
| 10 | Сон                   | 선왕 宣王      | Теїнсу          | 대인수 大仁秀  | 818?-830         | Конхин 건흥 建興                         |
| 11 | ?                     |                | Тейджин         | 대이진 大彝震  | 830—857          | Хамхва 함화 咸和                         |
| 12 | ?                     |                | Тегонхван       | 대건황 大虔晃  | 857—871          | Конхван 虔晃 건황                        |
| 13 | Кьон                  | 경왕 景王      | Техьонсок       | 대현석 大玄錫  | 871—895          |                                          |
| 14 | ?                     |                | Тевігє          | 대위계 大瑋瑎  | 895—906?         |                                          |
| 15 | Е                     | 애왕 哀王      | Теїнсон         | 대인선 大諲譔  | 906?-926         |                                          |

## Корьо
Корьо (918—1392) управлялось династією Ван. Перший король мав храмове ім'я Тхеджо, яке означає «великий засновник». Цим іменем називались перші королі Корьо і Чосон, оскільки вони були засновниками династій Ван та І (Лі) відповідно.
Двадцять три перших королі в наступному списку (до Вонджона) мали храмові імена, що закінчувалися на джон. Починаючи з Чхунньоля (двадцять п'ятого короля), всі інші королі Корьо мали титул Ван («король»). Назви епох вказані в дужках.
1. Тхеджо 태조 (918-943)
2. Хеджон 혜종 (943-945)
3. Чонджон 정종 (945-949)
4. Кванджон 광종 (949-975)
5. Кьонджон 경종 (975-981)
6. Сонджон 성종 (981-997)
7. Мокчон 목종 (997-1009)
8. Хьонджон 현종 (1009-1031)
9. Токчон 덕종 (1031-1034)
10. Чонджон 정종 (1034-1046)
11. Мунджон 문종 (1046-1083)
12. Сунджон 순종 (1083)
13. Сонджон 선종 (1083-1094)
14. Хонджон 헌종 (1094-1095)
15. Сукчон 숙종 (1095-1105)
16. Єджон 예종 (1105-1122)
17. Інджон 인종 (1122-1146)
18. Ийджон 의종 (1146-1170)
19. Мьонджон 명종 (1170-1197)
20. Сінджон 신종 (1197-1204)
21. Хийджон 희종 (1204-1211)
22. Канджон 강종 (1211-1213)
23. Коджон 고종 (1213-1259)
24. Вонджон 원종 (1259-1274)
25. Чхунньоль 충렬왕 (1274-1308) (Чхунньоль став першим в Корйо правителем, що носив титул Ван, «король»)
26. Чхунсон 충선왕 (1308-1313)
27. Чхунсук 충숙왕 (1313-1330; 1332—1339)
28. Чхунгє 충계왕 (1330—1332; 1339-1344)
29. Чхунмок 충목왕 (1344-1348)
30. Чхунджон 충정왕 (1348-1351)
31. Конмин 공민왕 (1351-1374)
32. У 우왕 (1374-1388)
33. Чхан 창왕 (1388-1389)
34. Конян 공양왕 (1389-1392)

## Чосон
Чосон (1391—1897) стала правонаступником Коре. У 1897, коли Чосон стала Корейською імперією, деякі з королів Чосон були посмертно зведені в ранг імператорів. Монархи Чосон мали храмове ім'я, що закінчується на джо або джон. Джо давалося першим королям або імператорам нової лінії всередині династії, іншим давалося ім'я, що закінчується на джон. Два королі, Йонсан-гун і Кванхегун, були позбавлені своїх храмових імен після закінчення правління. Кожен монарх мав своє посмертне ім'я, що включає титул ван(«король»),хвандже(«імператор»),теван(«великий король») або тедже  («великий імператор»).
1. Тхеджо 태조 (1392—1398)
2. Чонджон 정종 (1398-1400)
3. Тхеджон 태종 (1400-1418)
4. Седжон 세종 (1418-1450)
5. Мунджон 문종 (1450-1452)
6. Танджон 단종 (1452-1455)
7. Седжо 세조 (1455-1468)
8. Єджон 예종 (1468-1469)
9. Сонджон 성종 (1469-1494)
10. Йонсан-гун 연산군 (1494-1506)
11. Чунджон 중종 (1506-1544)
12. Інджон 인종 (1544-1545)
13. Мьонджон 명종 (1545-1567)
14. Сонджо 선조 (1567-1608)
15. Кванхегун 광해군 (1608-1623)
16. Інджо 인조 (1623-1649)
17. Хьоджон 효종 (1649-1659)
18. Хьонджон 현종 (1659-1674)
19. Сукчон 숙종 (1674-1720)
20. Кьонджон 경종 (1720-1724)
21. Йонджо 영조 (1724-1776)
22. Чонджо 정조 (1776-1800)
23. Сунджо 순조 (1800-1834)
24. Хонджон 헌종 (1834-1849)
25. Чхольджон 철종 (1849-1864)
26. Коджон 고종 (1864-1907)
27. Сунджон 순종 (1907-1910)

## Корейська імперія
Корейська імперія (1897—1910) була створена під ознаменування закінчення періоду китаїзації. Офіційно імператорів було називати їх згідно з назвами відповідних епох, але на практиці частіше використовувалися їхні храмові імена.
| Посмертне ім'я (諡號) | Прижиттєве ім'я       | Період правління | Назва епохи      |
| Коджон (Кванму) 고종  | І (Лі) Мьонбок 이명복 | 1864-1907        | Кванму 광무 光武 |
| Сунджон (Юнхи) 순종   | І (Лі) Чхок 이척      | 1907-1910        | Юнхи 융희 隆熙   |

## Колоніальний період

### Сунджон
1910 року Корея була анексована Японією. Останній імператор Кореї Сунджон був понижений в ранзі до короля. Він помер 1926 року в палаці Чхандоккун (японська назва — Седокукю). З його смертю династія Лі припинила своє існування.

### Імператор Японії
Оскільки Корея увійшла до складу Японської імперії, правителем Кореї у 1910—1945 роках був імператор Японії.
| Посмертне ім'я | Прижиттєве ім'я | Період правління  | Назва епохи |
| Мейдзі 明治    | Муцухіто 嘉仁   | (1868-) 1910-1912 | Мейдзі 明治 |
| Тайсьо 大正    | Йосіхіто 嘉仁   | 1912-1926         | Тайсьо 大正 |
| Сьова 昭和     | Хірохіто 裕仁   | 1926-1945 (-1989) | Сьова 昭和  |

## Теперішня ситуація
Після капітуляції Японії в Другій світовій війні Корея здобула незалежність. 1948 року на Корейському півострові було створено дві республіки: Республіку Корею та Корейську Народно-Демократичну Республіку. Питання про повернення роду Лі на престол не розглядалося. Втім, деякі його представники проходили обряд коронації. Сьогодні самопроголошеною «імператрицею Кореї» є Лі Хевон (이해원), але її претензії на престол не підтримуються істотною частиною південнокорейського суспільства.